# Sanae-Canyon
Koordinaten: 68° 21′ S, 2° 45′ W
Der Sanae-Canyon ist ein Tiefseegraben in der Haakon-VII.-See vor der Prinzessin-Martha-Küste des ostantarktischen Königin-Maud-Lands.
Benannt ist er in Anlehnung an die Benennung der benachbarten südafrikanischen SANAE-Station.